# Вулиця Перемоги (Хмельницький)
Ву́лиця Перемо́ги — вулиця у місті Хмельницькому, розташована у мікрорайоні Виставка. Пролягає від проспекту Миру до вулиці Зарічанської.

## Історія
Виникла у 1966 році під час забудови нового багатоповерхового Зарічанського мікрорайону. Названа на честь перемоги над нацизмом під час німецько-радянської війни 1941-1945 років.

## Заклади освіти
- Перемоги, 9

Навчально-виховний комплекс № 4
- Перемоги, 9/1

Дитячий навчальний заклад № 5 «Соловейко»
- Перемоги, 14/1

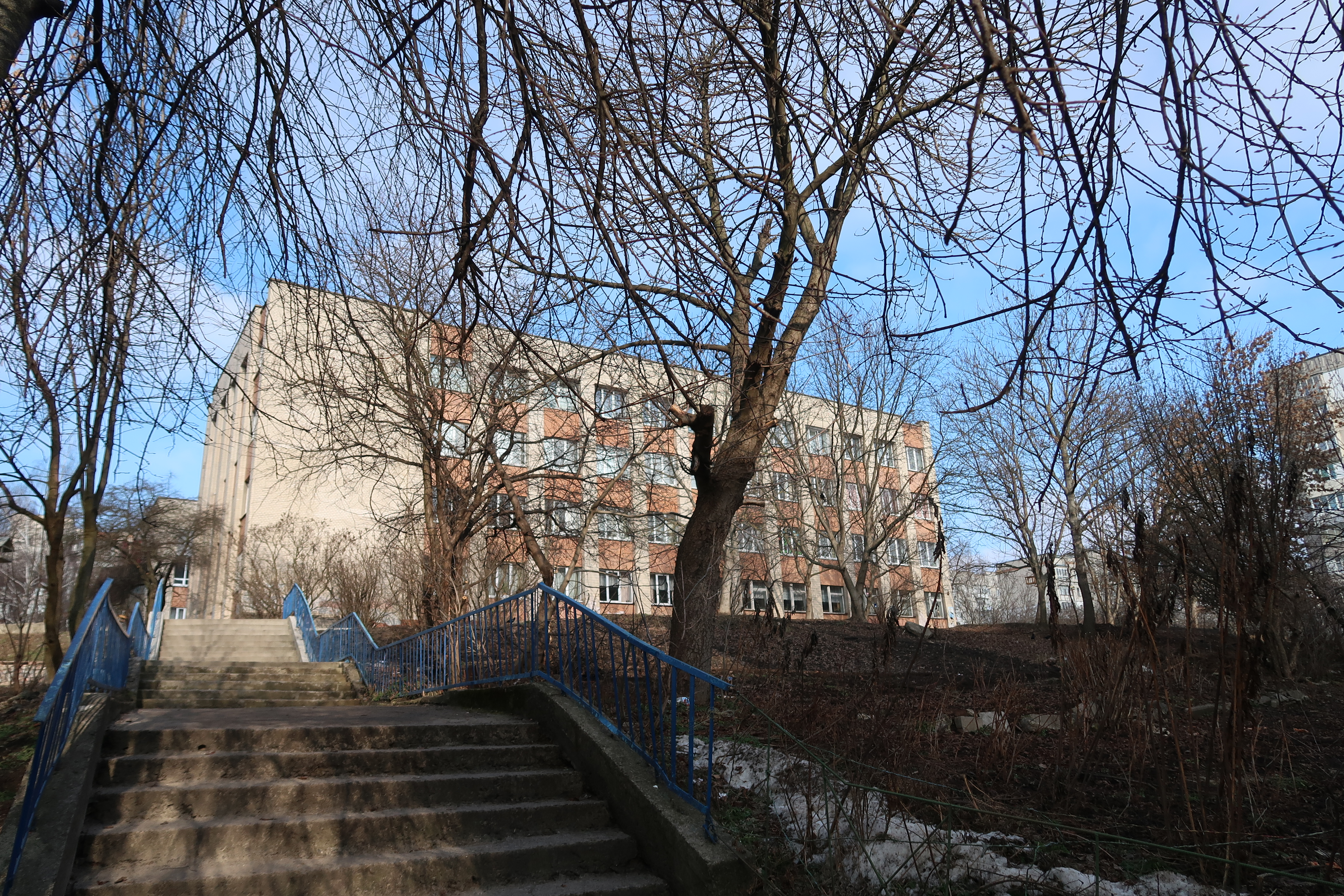
Школа № 25
- Перемоги, 15А

Дитячий навчальний заклад № 37 «Незабудка»

## Заклади житлово-комунального господарства
- Перемоги, 11/1

Управляюча муніципальна компанія «Заріччя» (колишня житлово-експлуатаційна контора № 6)